# Mistrzostwa Polski w Łyżwiarstwie Szybkim w Wieloboju Sprinterskim 1991
10. Mistrzostwa Polski w wieloboju sprinterskim odbyły się w dniach 29-30 grudnia 1990 roku na torze Pilica w Tomaszowie Mazowieckim.

## Kobiety
| Pozycja | Zawodniczka        | Klub              | 500 m | Pkt. | 1000 m | Pkt. | 500 m | Pkt. | 1000 m | Pkt. | Suma pkt. |
| ------- | ------------------ | ----------------- | ----- | ---- | ------ | ---- | ----- | ---- | ------ | ---- | --------- |
| 01 !    | Aneta Rękas        | Olimpia Elbląg    |       |      |        |      |       |      |        |      | 184,030   |
| 02 !    | Agata Zdrojek      | Marymont Warszawa |       |      |        |      |       |      |        |      | 185,480   |
| 03 !    | Mariola Patynowska | Olimpia Elbląg    |       |      |        |      |       |      |        |      | 187,180   |

## Mężczyźni
| Pozycja | Zawodnik           | Klub                       | 500 m | Pkt. | 1000 m | Pkt. | 500 m | Pkt. | 1000 m | Pkt. | Suma pkt. |
| ------- | ------------------ | -------------------------- | ----- | ---- | ------ | ---- | ----- | ---- | ------ | ---- | --------- |
| 01 !    | Paweł Abratkiewicz | Pilica Tomaszów Mazowiecki |       |      |        |      |       |      |        |      | 162,845   |
| 02 !    | Tomasz Jankowski   | Marymont Warszawa          |       |      |        |      |       |      |        |      | 164,060   |
| 03 !    | Jacek Dobrowolski  | Marymont Warszawa          |       |      |        |      |       |      |        |      | 167,085   |